# Aeroporto di Voghera-Rivanazzano
L'Aeroporto di Voghera-Rivanazzano (ICAO: LILH) è un aeroporto italiano situato a 5 km dalla città di Voghera, nel territorio del comune di Rivanazzano Terme.

## Storia
Il primo campo di aviazione del Vogherese risale al periodo della prima guerra mondiale, mentre è nel 1926 la costituzione della sezione locale dell'aeroclub provinciale. Il 16 giugno 1951 si costituisce il nuovo Aeroclub di Voghera ed i fondatori iniziano a prodigarsi per trovare un'area per poter operare, individuando il luogo dove oggi sorge l'infrastruttura aeroportuale.
Dopo aver svolto i lavori di realizzazione della pista in erba anche con mezzi di fortuna ed in prestito, l'aeroporto fu autorizzato ed aperto il 25 settembre 1956. La dimensione iniziale della pista era di 600x50 metri.
Un potenziamento della struttura aeroportuale fu pensato fin dal 1980 con un progetto, ma divenne fattivo nel 1991. Nel 1993 venne realizzata la pista in asfalto con i raccordi ed il piazzale di sosta; successivamente vennero acquisiti i terreni necessari all'ampliamento che l'ha resa come si presenta attualmente, terminato nel 2006.
L'aeroporto è stato chiuso al traffico commerciale per quasi totale assenza di traffico e situazione debitoria eccessiva nel 2011.
Ad oggi viene utilizzato da un locale aeroclub che ne concede l’utilizzo anche per altre manifestazioni come concerti e gare di dragster. Viene impiegato saltuariamente dal personale dell’Aeronautica Militare per test go-around e dal soccorso sanitario su ala rotante qualora la struttura risultasse in posizione comoda al soccorso territoriale.